# Сплюшка яванська
Сплюшка яванська (Otus angelinae) — вид совоподібних птахів родини совових (Strigidae). Ендемік Індонезія.

## Опис
Довжина птаха становить 16-18 см, вага 75-90 г. Довжина крила становить 135-149 мм, довжина хвоста 63-69 мм. Верхня частина тіла темно-рудувато-коричнева, поцятковані світлими плямками, на шиї іржастий "комір". Пера на плечах мають світлі краї з чорними кінчиками, що формують світлу смугу. Крила темно-коричневі, поцятковані 5 тьмяно-жовтими поперечними смугами, хвіст темно-рудувато-коричневий, поцяткований нечіткими смугами і плямками. Нижня частина тіла світло-рудувато-коричнева, блідо-охриста або білувата, груди і боки поцятковані чіткими чорними смужками. Лицевий диск рівномірно рудувато-коричневий, над очима білі "брови", на голові довгі пір'яні "вуха". Очі золотисто-жовті або оранжево-жовті, дзьоб темно-жовтий, лапи оперені.

## Поширення і екологія
Яванські сплюшки є ендеміками острова Ява. Вони живуть у вологих гірських тропічних лісах, на висоті від 1000 до 2000 м над рівнем моря. Живляться жуками, кониками, богомолами та іншими комахами.

## Збереження
МСОП класифікує цей вид як вразливий. За оцінками дослідників, популяція яванських сплюшок становить від 1500 до 7000 птахів. Їм загрожує знищення природного середовища.